# 陳美恵
陳 美恵 （ちん みえ、簡体字:  陈美惠、拼音: Chen Meihui、1994年3月4日 - ）は、日本のAV女優。プライムエージェンシー所属。

## 人物
中国吉林省磐石市生まれ、6歳の時、両親と日本に移住した。出演したAVの中国語を使うシーンで中国のSNSで注目を集めた。

## 作品
- 中国人陳美恵26歳 AV DEBUT 裸になるより恥ずかしい究極の羞恥性交（KUSE-004，2021年1月8日，SOD）
- お義父さん、私を料理してください（KUSE-006，2021年2月11日，SOD）
- アングラ店から高級店まで完全制覇 うねる腰フリで底なしの快楽を味わえる中国裏風俗（KUSE-011，2021年4月8日，SOD）
- 普段は人見知りなのに…セックスには貪欲すぎるチャイナ娘!心を開いたら死ぬほど生ハメ懇願してきたので中出し解禁!!!濃厚精子注入!綺麗に腋毛を剃り落してから15連発!!（KUSE-014，2021年5月7日，SOD）